# Білий дім (Москва)

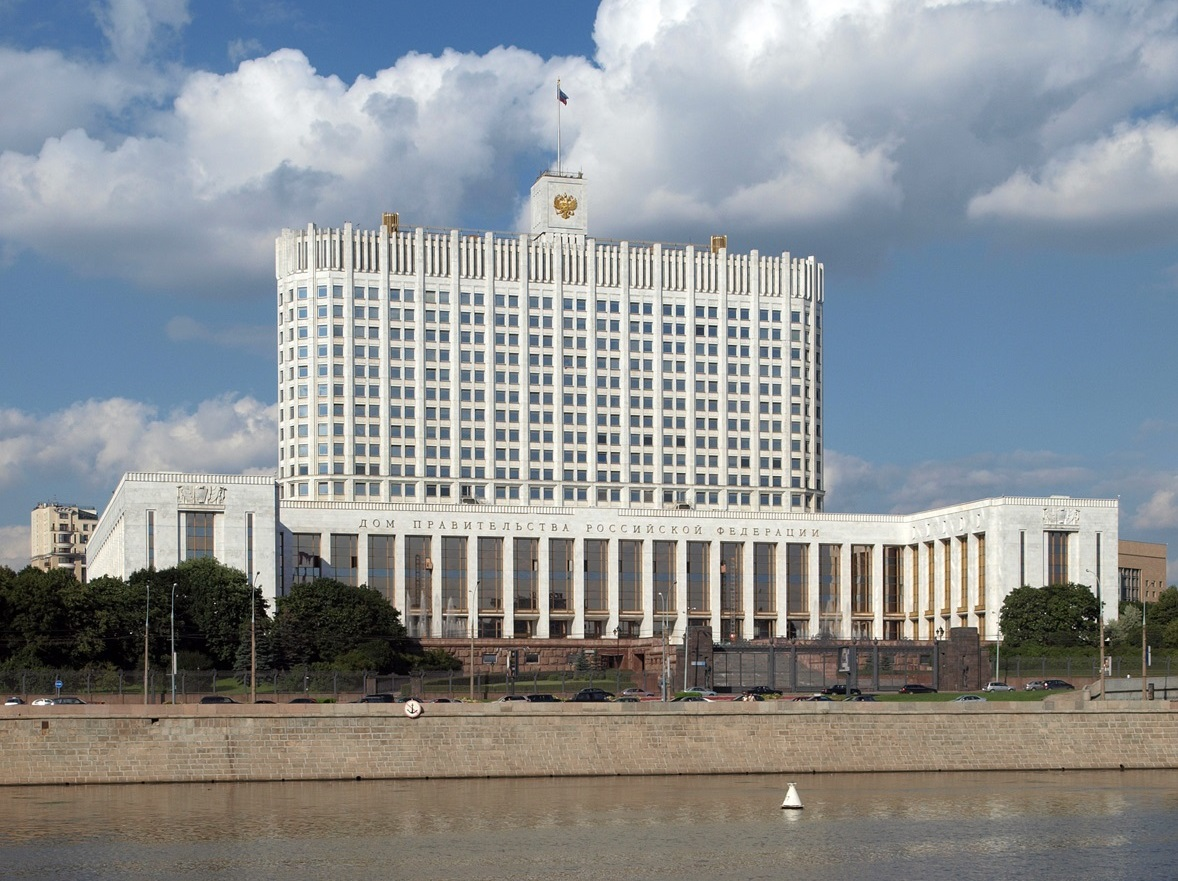
Білий дім

Бі́лий дім (до 1991 — Будинок Рад РРФСР в 1991—1993 — Будинок Рад Росії, офіційно з 1994 — Будинок Уряду Російської Федерації) — будівля уряду РФ в Москві.
Розташоване на березі  Москви-річки, з іншого боку виходить на Площу Вільної Росії. Будівля розташована за адресою: Краснопресненська набережна, 2.
«Білим домом» у російських ЗМІ іноді називають Уряд РФ: Голови Уряду Російської Федерації, його заступників зі своїми секретаріатами; Апарат Уряду; урядові комісії та поради.

## Історія спорудження
Був побудований з 1965 по 1979 за проєктом архітекторів Д. Чечуліна, П. Штеллер з колективом авторів як Будинок Рад РРФСР. При проєктуванні Білого дому були використані більш ранні напрацювання Д. Чечуліна (проєкт «Дому „Аерофлоту“»), саме будівля стала останнім проєктом радянського архітектора.
У 1981—1993 роках в Білому домі розміщувалися Комітет народного контролю і  Верховна Рада РРФСР (перейменований 25 грудня 1991 на Верховна Рада Російської Федерації), з 1994 — Будинок  Уряду Російської Федерації.

## Роль в подіях 1991 і 1993 років

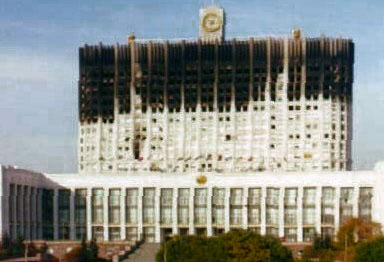
Білий дім після 3 жовтня 1993 року.

У ході  подій серпневого путчу 1991 року перетворився на центр опору діям ГКЧП і отримав всеросійську популярність. Протягом декількох діб біля Білого дому збиралися численні прихильники президента РРФСР Б. М. Єльцина, а сам Б. М. Єльцин та інші представники російської влади неодноразово виступали перед народом (найбільш відомий виступ Б. М. Єльцина 19 серпня з бронетранспортера перед Білим домом).
Саме в дні серпневого путчу 1991 року серед демократичних ЗМІ розповсюдилася нова назву Будинку Рад — «Білий Дім». Нова назва остаточно закріпилася в масовій свідомості після 1993 р.
Білий дім значно постраждав у ході жовтневих подій 1993 року, коли війська, викликані Б. М. Єльциним, відкрили вогонь з танків по будинку, що оборонявся прихильниками розпущеної Верховної Ради Російської Федерації.
Кадри розстрілюємої з танків і палаючої будівлі Білого Дому передавалися по всіх російських і основним зарубіжним ЗМІ і стали загальновідомим символом  жовтневих подій 1993 року.

## Після реконструкції
Після подій 1993 року Білий дім піддався серйозної реконструкції, зазнав зміни і зовнішній вигляд будівлі. Зокрема, на місці годинника на верхній вежі, що згорів під час розстрілу будівлі танками, було встановлено зображення двоголового орла — герба Російської Федерації. Для робіт, що проводилися протягом декількох місяців і закінчилися в 1994 році, залучалися у тому числі і робітники з Туреччини.
Після подій 1993 року Білий дім був огороджений високими фігурними ґратами, що практично унеможливило проведення масових акцій в безпосередній близькості, проте акції протесту та пікети з тих пір неодноразово проводилися на Горбатому Мосту. Недалеко від Білого дому в парку (раніше колишньому ім. Павлика Морозова) і біля стадіону є місця, на яких прихильники розігнаного Верховної Ради (комуністи, представники різних опозиційних організацій комуністичної та націоналістичної спрямованості) збираються, щоб вшанувати пам'ять загиблих, поширюють агітаційну літературу. Там же знаходиться і меморіал загиблим захисникам Верховної Ради і кілька самодіяльно встановлених пам'ятних знаків.